# Врана, Франтишек
Франтишек Врана (чеш. František Vrána; 1914—1944) — чехословацкий офицер, танкист, участник Второй мировой войны, Герой Чехословацкой Социалистической Республики (6 октября 1969, посмертно).

## Биография
Родился 27 января 1914 года в Пршерове в семье рабочего. Окончил Военную академию в Границе в звании лейтенанта артиллерии. После оккупации Богемии и Моравии перебрался в Польшу. Там ему не удалось вступить в армию, и он решил уехать в Великобританию, где служил в войсках противовоздушной обороны. Писал статьи для журнала «Юная Чехословакия» (чеш. Mladé Československo). Женился в 1941 году на Хильде Вайсскопф, в мае 1944 года у них родилась дочь Вера.
Узнав об успешных боевых действиях 1-й отдельной Чехословацкой пехотной бригады, попросился на восточный фронт. В 1944 году зачислен в 1-ю отдельную чехословацкую танковую бригаду, принимал участие в Восточно-Карпатской операции в штурме Дуклинского перевала. 25 сентября 1944 года капитан Франтишек Врана ненадолго был назначен командиром 1-го танкового батальона. 30 сентября участвовал в бою за высоту 694 вблизи деревни Зиндранова (Польша) вместе с подпоручиком Рудольфом Ясиоком. Его Т-34 был подбит, и пересев в другой танк, он продолжил атаку. Повторно подбит с близкого расстояния на высоте 578, выбравшись из горящего танка среди позиций немецкой пехоты, был скошен автоматной очередью (по другой версии — был захвачен и расстрелян). Его тело удалось найти только 8 октября, был похоронен на военном кладбище у Дукельского перевала.
По оценке командира чехословацкой танковой бригады штабс-капитана Янко Владимира, «капитан Врана отличился как храбрый и умелый командир танкового батальона… пользовался большим уважением и любовью.»
Посмертно удостоен воинского звания майора. В 1969 году Франтишеку Вране посмертно присвоено звание Героя Чехословацкой Социалистической Республики.

## Награды и звания
Чехословацкие государственные награды и звания:
- Герой Чехословацкой Социалистической Республики (6 октября 1969, посмертно)
- Военный крест

Советские государственные награды:
- орден Красного Знамени (10 августа 1945, посмертно[4])
- медаль «За боевые заслуги»

## Память
Установлен бюст на Аллее Героев в Дукле. Долгое время о его родственниках ничего не было известно, Звезда Героя хранилась в военно-историческом музее в Свиднике. В 2003 году дочь Вера Огл (Vera Ogle), которая после смерти матери в 1999 году начала розыски своего отца, посетила музей на дукельском перевале и передала в дар фотографии из семейного архива. В 2011 году она обратилась в министерство обороны Чехии с просьбой передать ей высокую награду отца.